# Ель сибирская
Ель сиби́рская (лат. Pícea obováta) — хвойное дерево; вид рода Ель семейства Сосновые (Pinaceae).

## Ботаническое описание
Ель сибирская — крупное дерево с узкопирамидальной или пирамидальной кроной, в свободном стоянии начинающейся от основания ствола. Некоторые деревья достигают 30 м в высоту, диаметр ствола крупных деревьев достигает 70 см. Рост деревьев в высоту меняется с возрастом и напрямую зависит от освещённости.
Хвоя у сибирской ели короче, чем у европейской, и колючая, шишки намного меньше, семена созревают к концу сентября в год опыления и не всегда уходят от ранних сентябрьских заморозков. Опылённые молодые шишки прямостоячие, как у пихт, но в отличие от последних, по мере созревания, обвисают. 
Семена тёмно-бурые, около 4 мм длины, с крылышками длиной 10–12 мм. Цветёт в мае–июне продолжительностью 10–15 дней. Шишки созревают в сентябре. В стадию плодоношения дерево вступает с 15—50 лет в зависимости от местоположения. Урожайные годы повторяются с интервалом три–пять лет, в промежутках между ними ель семян практически не даёт.
Выход семян из шишек — 2–3 %. 1000 семян весят 6–7 грамм. 
От морфологически близкого вида — ели корейской (Picea koraiensis) — ель сибирская отличается более мелкими шишками, не сизоватым оттенком хвои и опушёнными молодыми побегами.

## Распространение и экология

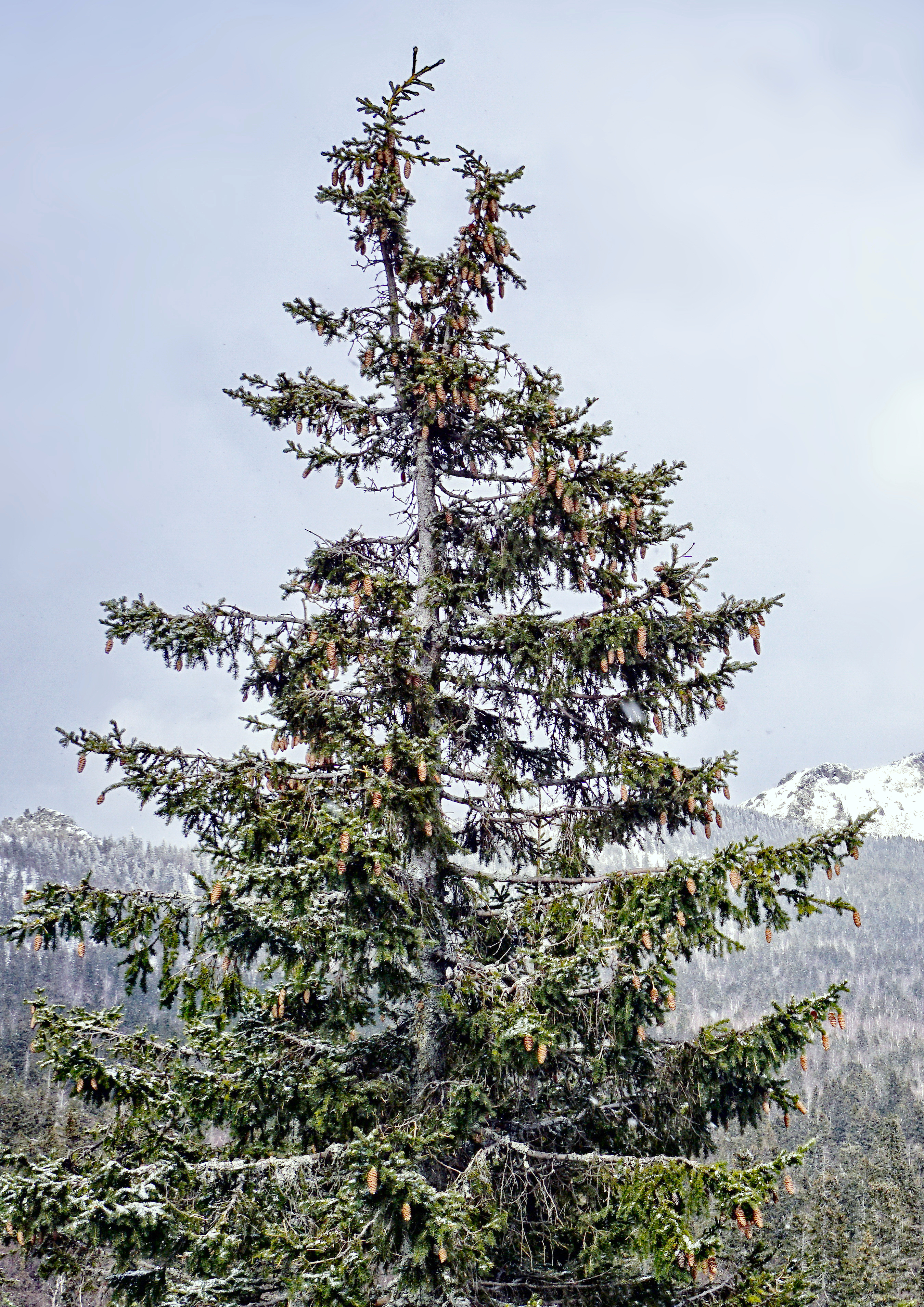
Ель сибирская в нацпарке Таганай

Дико произрастает от районов северной Европы до Магаданской области, один из главных видов-лесообразователей Сибири. В пределах России растёт на севере и востоке её Европейской части, на Урале, в Западной и Восточной Сибири, а также в ряде районов Дальнего Востока. Имеется на северо-востоке Фенноскандии (на крайнем северо-востоке Норвегии и Швеции, в северной части Финляндии, а в российской Фенноскандии — в Мурманской области, а также на севере, востоке и в центральной части республики Карелия). Кроме Норвегии, Швеции и Финляндии, за пределами России произрастает в восточном Казахстане, на севере Монголии, в Китае (Северная Маньчжурия). Наиболее северный из всех известных видов рода Ель. По некоторым сведениям, в районе реки Хатанги на Таймыре граница ареала ели сибирской достигает 72°15’ с.ш.. По другим данным, самая северная достоверная находка ели — 71°22’ с.ш., близ устья р. Томпоко, также на Таймыре.
На севере-востоке Европы гибридизирует с близкородственной елью обыкновенной (Picea abies), образуя ряд переходных форм, известных под общим названием ель финская (Picea × fennica). Поэтому западную границу ареала точно установить невозможно.
Как правило, произрастает как сопутствующая порода в лесах смешанного состава. Реже выступает в качестве основного лесообразователя.
Как и лиственница Гмелина (Larix gmelinii), ель сибирская приспособлена к самым суровым условиям существования. Она крайне нетребовательна к теплу, очень вынослива к экстремально низким температурам зимой, широко распространена на почвах, подстилаемых вечной мерзлотой, но, по сравнению с лиственницей, немного требовательнее к плодородию почв, а ещё более — к режиму увлажнения местообитаний. Северные границы ареалов этих двух представителей семейства Сосновые (Pinaceae) проходят достаточно близко друг от друга между реками Енисеем и Леной.
Светолюбива, но тем не менее довольно теневынослива, особенно в молодом возрасте.
По данным Любови Васильевой и Леонида Любарского древесина поражается феолусом Швейница (Phaeolus schweinitzii).

## Ботаническая классификация
Легкость гибридизации с елью обыкновенной, а также чрезвычайная генетическая близость двух видов иногда служат причиной к объединению их в один и выделению ели сибирской лишь как подвида Picea abies subsp. obovata (Ledeb.) Hultén или даже разновидности Picea abies var. obovata (Ledeb.) Lindq.
Ель сибирская в отличие от обыкновенной характеризуется заметно меньшим полиморфизмом. Известны две разновидности: Ель сибирская голубая (Picea obovata var. coerulea Malyshev) и Ель печорская Picea obovata subsp. petchorica Govor), которые не имеют заметного значения при проведении мероприятий по озеленению.
В Свердловской области обнаружена новая форма ели сибирской, габитус которой резко отличается от типичного совокупностью признаков – ярко выраженной узкоколонновидной формой кроны и поникающей спиралевидной формой ветвей. Найденную форму предложено назвать по очертанию кроны и по месту ее обнаружения как Ель сибирская 'фастигиата Уральская' (Picea obovata var. fastigiata Uralica Opletaev).

## Хозяйственное значение и применение
Вид играет важную роль в лесоперерабатывающей промышленности. Древесина и кора используются так же, как у ели обыкновенной. Запас древесины в лесах из ели сибирской 300—470 м³/га.
Физико-механические свойства древесины ели сибирской могут различаться в зависимости от региона произрастания. Сравнить физико-механические свойства древесины ели сибирской выросшей на Дальнем Востоке и Западной Сибири с елью аянской выросшей на Дальнем Востоке можно в таблице ниже:
| Свойства                      | Ель сибирская  | Ель сибирская   | Ель аянская (Дальний Восток) |
| Свойства                      | Дальний Восток | Западная Сибирь | Ель аянская (Дальний Восток) |
| ----------------------------- | -------------- | --------------- | ---------------------------- |
| Число слоёв в 1 см            | 6,6            | 6,5             | 6,8                          |
| Процент поздней древесины     | 26             | 25              | 23                           |
| Объёмный вес г/см³            | 0,46           | 0,39            | 0,45                         |
| Предел прочности кгс/см²:     |                |                 |                              |
| при сжатии вдоль волокон      | 389            | 353             | 391                          |
| при статическом изгибе        | 721            | 603             | 751                          |
| при растяжении вдоль волокон  | 931            | 722             | 1263                         |
| при скалывании вдоль волокон: |                |                 |                              |
| в радиальной плоскости        | 78             | 57              | 63                           |
| в тангенциальной плоскости    | 69             | 54              | 60                           |